# World Games 2017/Teilnehmer (Brasilien)
| Gelbes Symbol für Goldmedaillen mit stilisierten Olympischen Ringen | Graues Symbol für Silbermedaillen mit stilisierten Olympischen Ringen | Braundes Symbol für Bronzemedaillen mit stilisierten Olympischen Ringen |
| ------------------------------------------------------------------- | --------------------------------------------------------------------- | ----------------------------------------------------------------------- |
| 4                                                                   | 2                                                                     | 2                                                                       |

Brasilien nahm in Breslau an den World Games 2017 teil. Die brasilianische Delegation bestand aus 72 Athleten.

## Medaillengewinner

### Gold
| Name | Sportart       | Wettkampf     |
| --- | -------------- | ------------- |
| Cristiano Rossa Nailson Amaral Bruno Oliveira Thiago Claudio Gil Pires Thiago Barcellos Marcel Machado Pedro Wirtzbiki Diogo Vieira Wellington Esteves | Beachhandball  | Mannschaft    |
| Nathalie Sena Camila Souza Millena Alencar Patricia Scheppa Renata Santiago Ingrid Frazao Juliana Oliveira Cinthya Pires Carolina Braz Jessica Barros  | Beachhandball  | Mannschaft    |
| Valeria Kumizaki | Karate         | Kumite 55 kg  |
| Ana Castellain | Kraftdreikampf | Schwergewicht |
| Guto Inocente | Kickboxen      | K1 +91 kg     |

### Silber
| Name                          | Sportart | Wettkampf     |
| ----------------------------- | -------- | ------------- |
| Luciana Montgomery Higuchi    | Sumō     | Leichtgewicht |
| Ana Martins Noeli Dalla Corte | Boules   | Raffa Doppel  |

### Bronze
| Name              | Sportart           | Wettkampf    |
| ----------------- | ------------------ | ------------ |
| Hernani Verissimo | Karate             | Kumite 75 kg |
| Rafaela Freitas   | Rollschuhkunstlauf | Frei         |

## Teilnehmer nach Sportarten

### Aerobic
| Athleten | Wettbewerb | Vorrunde | Vorrunde | Finale        | Finale        | Rang          |
| Athleten | Wettbewerb | Punkte   | Platz    | Punkte        | Platz         | Rang          |
| --- | ---------- | -------- | -------- | ------------- | ------------- | ------------- |
| Mixed |            |          |          |               |               |               |
| Adrielle Lopes Caroline Santiago Maria Eduarda Oliveira Marcelo Martins Christian Andrade Maelton Siqueira Edson Pontes Jose Henrique Olveira | Tanz       | 17.250   | 6        | ausgeschieden | ausgeschieden | ausgeschieden |

### Beachhandball
| Wettbewerb    | Frauen | Männer |
| ------------- | --- | --- |
| Athleten      | Nathalie Sena Camila Souza Millena Alencar Patricia Scheppa Renata Santiago Ingrid Frazao Juliana Oliveira Cinthya Pires Carolina Braz Jessica Barros | Cristiano Rossa Nailson Amaral Bruno Oliveira Thiago Claudio Gil Pires Thiago Barcellos Marcel Machado Pedro Wirtzbiki Diogo Vieira Wellington Esteves |
| Gruppenphase  | Australien 2:0 Polen 2:0 Chinesisch Taipeh 2:0 | Uruguay 2:0 Australien 2:0 Katar 1:2 |
| Viertelfinale | Tunesien 2:0 | Polen 2:0 |
| Halbfinale    | Spanien 2:0 | Ungarn 2:0 |
| Finale        | Argentinien 2:0 | Kroatien 2:1 |
| Platzierung   | Gold | Gold |

### Boules
| Athleten                      | Wettbewerb   | Vorrunde                                | Vorrunde | Halbfinale                         | Halbfinale | Finale / Platz 3                         | Finale / Platz 3 | Rang     |
| Athleten                      | Wettbewerb   | Gegner                                  | Ergebnis | Gegner                             | Ergebnis   | Gegner                                   | Ergebnis         | Rang     |
| ----------------------------- | ------------ | --------------------------------------- | -------- | ---------------------------------- | ---------- | ---------------------------------------- | ---------------- | -------- |
| Frauen                        |              |                                         |          |                                    |            |                                          |                  |          |
| Ana Martins                   | Raffa Einzel | abgesagt                                | abgesagt | abgesagt                           | abgesagt   | abgesagt                                 | abgesagt         | abgesagt |
| Ana Martins Noeli Dalla Corte | Raffa Doppel | Marina Braconi / Elisa Luccarini        | 0:12     | Wefei Cen / Wei Zhang              | 12:3       | Romina Bolatti / Maria Maiz              | 8:12             | Silber   |
| Ana Martins Noeli Dalla Corte | Raffa Doppel | Vildan Tuncer / Derya Gündüz            | 6:12     | Wefei Cen / Wei Zhang              | 12:3       | Romina Bolatti / Maria Maiz              | 8:12             | Silber   |
| Männer                        |              |                                         |          |                                    |            |                                          |                  |          |
| Nei Luiz Cenci                | Raffa Einzel | abgesagt                                | abgesagt | abgesagt                           | abgesagt   | abgesagt                                 | abgesagt         | abgesagt |
| Volnei Branchi Nei Luiz Cenci | Raffa Doppel | Cezary Nowakowski / Cyryl Zotogorski    | 12:10    | Enrico Dall’ Olmo / Jacopo Frisoni | 1:12       | Platz 3: Philipp Wolfgang / Günther Baur | 10:12            | 4        |
| Volnei Branchi Nei Luiz Cenci | Raffa Doppel | Gianluca Formicone / Giuliano Di Nicola | 12:9     | Enrico Dall’ Olmo / Jacopo Frisoni | 1:12       | Platz 3: Philipp Wolfgang / Günther Baur | 10:12            | 4        |

### Faustball
| Wettbewerb      | Männer |
| --------------- | --- |
| Athleten        | Juliano Fontoura Rodrigo Sprandel Alexandres Sales Henrique Poersch Guilherme Theis João Schmidt Jayme Andrioli Eduardo Garay Francisco Schmidt Matheus Lammel                                                      |
| Gruppenphase    | Schweiz 3:2 (6:11, 11:7, 9:11, 11:8, 13:11) Argentinien 3:1 (11:7, 7:11, 11:8, 11:5) Chile 3:2 (10:12, 13:11, 8:11, 11:7, 11:5) Deutschland 1:3 (12:10, 3:11, 7:11, 5:11) Österreich 1:3 (10:12, 14:12, 8:11, 9:11) |
| Halbfinale      | Deutschland 0:3 (6:11, 5:11, 7:11) |
| Spiel um Bronze | Österreich 2:3 (11:5, 10:12, 1:11, 12:10, 5:11) |
| Platzierung     | 4 |

### Karate
| Athleten             | Wettbewerb    | Vorrunde          | Vorrunde | Vorrunde           | Vorrunde | Vorrunde         | Vorrunde | Halbfinale         | Halbfinale | Finale / Platz 3             | Finale / Platz 3 | Rang   |
| Athleten             | Wettbewerb    | Gegner            | Ergebnis | Gegner             | Ergebnis | Gegner           | Ergebnis | Gegner             | Ergebnis   | Gegner                       | Ergebnis         | Rang   |
| -------------------- | ------------- | ----------------- | -------- | ------------------ | -------- | ---------------- | -------- | ------------------ | ---------- | ---------------------------- | ---------------- | ------ |
| Frauen               |               |                   |          |                    |          |                  |          |                    |            |                              |                  |        |
| Valeria Kumizaki     | Kumite 55 kg  | Giuliana Novak    | 1:0      | Sara Cardin        | 1:3      |                  |          | Emilie Thouy       | 1:1        | Tzu-Yun Wen                  | 1:0              | Gold   |
| Isabela Rodrigues    | Kumite +68 kg | Dominika Tatarova | 4:0      | Hamideh Abbasali   | 0:4      | –                | –        | Ayumi Uekusa       | 1:5        | Platz 3: Anne Florentin      | 0:2              | 4      |
| Männer               |               |                   |          |                    |          |                  |          |                    |            |                              |                  |        |
| Douglas Santos Brose | Kumite 60 kg  | Amir Mehdizadeh   | 1:1      | Maciej Drazweski   | 5:0      | Sofiane Agoudjil | 0:0      | Firdosi Farzaliyev | 0:5        | Platz 3: Matias Gomez Garcia | 1:1              | 4      |
| Hernani Verissimo    | Kumite 75 kg  | Omar Abdel Rahman | 2:0      | Aliasghar Asiabari | 0:3      | Joji Veremalua   | 3:0      | Stanislav Horuna   | 1:4        | Platz 3: Thomas Scott        | 2:0              | Bronze |

### Kickboxen
| Athleten       | Wettbewerb | Viertelfinale     | Viertelfinale | Halbfinale        | Halbfinale    | Finale / Platz 3        | Finale / Platz 3          | Rang          |
| Athleten       | Wettbewerb | Gegner            | Ergebnis      | Gegner            | Ergebnis      | Gegner                  | Ergebnis                  | Rang          |
| -------------- | ---------- | ----------------- | ------------- | ----------------- | ------------- | ----------------------- | ------------------------- | ------------- |
| Frauen         |            |                   |               |                   |               |                         |                           |               |
| Pamela Assis   | K1 56 kg   | Christin Fiedler  | 0:3           | ausgeschieden     | ausgeschieden | ausgeschieden           | ausgeschieden             | ausgeschieden |
| Marta Waliczek | K1 60 kg   | Zina Djelassi     | 3:0           | Nabila Tabit      | 3:0           | Melissa Aceves Martinez | 3:0                       | Gold          |
| Roza Gumienna  | K1 65 kg   | Veronika Cmarova  | 1:2           | ausgeschieden     | ausgeschieden | ausgeschieden           | ausgeschieden             | ausgeschieden |
| Männer         |            |                   |               |                   |               |                         |                           |               |
| Bruno Gazani   | K1 71 kg   | Saad Qabissi      | 3:0           | Bogdan Shumarov   | 0:3           | Platz 3: Itai Gershon   | 0:3                       | 4             |
| Wallace Lopes  | K1 75 kg   | Mohamed Lazrak    | 2:1           | Zakaria Laaouatni | 0:3           | Datsi Datsiev           | Niederlage durch Walkover | 4             |
| Willer Alves   | K1 91 kg   | Scott Bartlett    | 3:0           | Igor Darmeshkin   | 1:2           | Platz 3: Pavel Voronin  | 1:2                       | 4             |
| Guto Inocente  | K1 +91 kg  | Yersultan Bekenov | 3:0           | Roman Holovatiuk  | 3:0           | Hamdi Saygili           | 3:0                       | Gold          |

### Kraftdreikampf
| Athleten       | Wettbewerb    | Kniebeugen (kg) | Bankdrücken (kg) | Kreuzheben (kg) | Gesamt (kg) | Punkte | Rang |
| -------------- | ------------- | --------------- | ---------------- | --------------- | ----------- | ------ | ---- |
| Frauen         |               |                 |                  |                 |             |        |      |
| Cicera Tavares | Mittelgewicht | 200,0           | 122,5            | 210,0           | 552,5       | 602,11 | 6    |
| Erica Bueno    | Mittelgewicht | 192,5           | 155,0            | 182,5           | 530,0       | 600,97 | 7    |
| Ana Castellain | Schwergewicht | 247,5           | 175,0            | 212,5           | 635,0       | 651,83 | Gold |
| Männer         |               |                 |                  |                 |             |        |      |
| David Coimbra  | Schwergewicht | 340,0           | 247,5            | 345,0           | 932,5       | 588,97 | 8    |

### Luftsport
| Athleten      | Wettbewerb | Runde 1 | Runde 2 | Runde 3 | Runde 4 | Runde 5 | Runde 6 | Runde 7 | Runde 8 | Runde 9 | Runde 10 | Runde 11 | Runde 12 | Gesamt  | Rang |
| ------------- | ---------- | ------- | ------- | ------- | ------- | ------- | ------- | ------- | ------- | ------- | -------- | -------- | -------- | ------- | ---- |
| Mixed         |            |         |         |         |         |         |         |         |         |         |          |          |          |         |      |
| Eric Philippe | Swooping   | 15      | 5       | 28      | 24      | 21      | 33      | 4       | 18      | 11      | 6        | 22       | 14       | 246.000 | 23   |

### Orientierungslauf
| Athleten                                                                                                | Wettbewerb    | Zeit            | Rang            |
| --- | ------------- | --------------- | --------------- |
| Frauen                                                                                                  |               |                 |                 |
| Franciely de Sigueira Chiles                                                                            | Sprint        | 18:26,00 min    | 34              |
| Elaine Dalmares Lenz                                                                                    | Sprint        | 20:23,70 min    | 38              |
| Franciely de Sigueira Chiles                                                                            | Mittelstrecke | 1:01:21 h       | 37              |
| Elaine Dalmares Lenz                                                                                    | Mittelstrecke | 55:41 min       | 34              |
| Männer                                                                                                  |               |                 |                 |
| Sinaldo Farias Sousa                                                                                    | Sprint        | 17:13,50 min    | 36              |
| Carlos Henrique Sousa de Araujo                                                                         | Sprint        | 18:27,50 min    | 38              |
| Sinaldo Farias Sousa                                                                                    | Mittelstrecke | 45:02 min       | 35              |
| Carlos Henrique Sousa de Araujo                                                                         | Mittelstrecke | 54:02 min       | 38              |
| Mixed                                                                                                   |               |                 |                 |
| Elaine Dalmares Lenz Carlos Henrique Sousa de Araujo Sidnaldo Farias Sousa Franciely de Sigueira Chiles | Staffel       | disqualifiziert | disqualifiziert |

### Rollschuhkunstlauf
| Athleten        | Wettbewerb | Short Programm | Long Programm | Rang   |
| --------------- | ---------- | -------------- | ------------- | ------ |
| Frauen          |            |                |               |        |
| Rafaela Freitas | Frei       | 81.500         | 325.100       | Bronze |

### Sumō
| Athleten                     | Wettbewerb    | 1. Runde              | 1. Runde | 2. Runde                 | 2. Runde      | Achtelfinale                  | Achtelfinale  | Viertelfinale                   | Viertelfinale | Halbfinale                  | Halbfinale    | Finale/Platz 3   | Finale/Platz 3 | Rang          |
| Athleten                     | Wettbewerb    | Gegner                | Ergebnis | Gegner                   | Ergebnis      | Gegner                        | Ergebnis      | Gegner                          | Ergebnis      | Gegner                      | Ergebnis      | Gegner           | Ergebnis       | Rang          |
| ---------------------------- | ------------- | --------------------- | -------- | ------------------------ | ------------- | ----------------------------- | ------------- | ------------------------------- | ------------- | --------------------------- | ------------- | ---------------- | -------------- | ------------- |
| Frauen                       |               |                       |          |                          |               |                               |               |                                 |               |                             |               |                  |                |               |
| Luciana Montgomery Higuchi   | Leichtgewicht | –                     | –        | –                        | –             | –                             | –             | Aleksandra Rozum                | gewonnen      | Magdalena Macios            | gewonnen      | Svitlana Trosiuk | verloren       | Silber        |
| Juliana de Paula Medeiros    | Mittelgewicht | –                     | –        | –                        | –             | Sonya del Gallego             | gewonnen      | Olimpia Robakowska              | verloren      | Repechage Hikaru Mizunuma   | verloren      | ausgeschieden    | ausgeschieden  | ausgeschieden |
| Juliana de Paula Medeiros    | Mittelgewicht | –                     | –        | –                        | –             | Repechage Ekaterina Alekseeva | gewonnen      | Repechage Kamonchanok Amnuaypol | gewonnen      | Repechage Hikaru Mizunuma   | verloren      | ausgeschieden    | ausgeschieden  | ausgeschieden |
| Juliana de Paula Medeiros    | Mittelgewicht | –                     | –        | –                        | –             | Munkhtesetseg Otgon           | verloren      | ausgeschieden                   | ausgeschieden | ausgeschieden               | ausgeschieden | ausgeschieden    | ausgeschieden  | ausgeschieden |
| Juliana de Paula Medeiros    | Mittelgewicht | –                     | –        | –                        | –             | Repechage Anna Aleksandrova   | verloren      | ausgeschieden                   | ausgeschieden | ausgeschieden               | ausgeschieden | ausgeschieden    | ausgeschieden  | ausgeschieden |
| Daniela De Oliviera Vaqueiro | Mittelgewicht | –                     | –        | –                        | –             | Kamonchanok Amnuaypol         | verloren      | ausgeschieden                   | ausgeschieden | ausgeschieden               | ausgeschieden | ausgeschieden    | ausgeschieden  | ausgeschieden |
| Sarah Gomes                  | Schwergewicht | –                     | –        | –                        | –             | Anna Poliakova                | verloren      | Yuka Ueta                       | gewonnen      | Repechage Ivanna Berezovska | verloren      | ausgeschieden    | ausgeschieden  | ausgeschieden |
| Sarah Gomes                  | Schwergewicht | –                     | –        | –                        | –             | Repechage Vivien Sarkany      | gewonnen      | Yuka Ueta                       | gewonnen      | Repechage Ivanna Berezovska | verloren      | ausgeschieden    | ausgeschieden  | ausgeschieden |
| Sarah Gomes                  | Offene Klasse | –                     | –        | –                        | –             | Jagoda Mazurek                | gewonnen      | Batchimeg Baast                 | gewonnen      | Ivanna Berezovska           | verloren      | ausgeschieden    | ausgeschieden  | ausgeschieden |
| Sarah Gomes                  | Offene Klasse | –                     | –        | –                        | –             | Jagoda Mazurek                | gewonnen      | Batchimeg Baast                 | gewonnen      | Repechage Olga Daydko       | verloren      | ausgeschieden    | ausgeschieden  | ausgeschieden |
| Luciana Montgomery Higuchi   | Offene Klasse | Julia Dorny           | verloren | ausgeschieden            | ausgeschieden | ausgeschieden                 | ausgeschieden | ausgeschieden                   | ausgeschieden | ausgeschieden               | ausgeschieden | ausgeschieden    | ausgeschieden  | ausgeschieden |
| Daniela De Oliviera Vaqueiro | Offene Klasse | Kamonchanok Amnuaypol | gewonnen | Anna Aleksandrova        | verloren      | ausgeschieden                 | ausgeschieden | ausgeschieden                   | ausgeschieden | ausgeschieden               | ausgeschieden | ausgeschieden    | ausgeschieden  | ausgeschieden |
| Juliana de Paula Medeiros    | Offene Klasse | –                     | –        | Fruzsina Forgo           | verloren      | ausgeschieden                 | ausgeschieden | ausgeschieden                   | ausgeschieden | ausgeschieden               | ausgeschieden | ausgeschieden    | ausgeschieden  | ausgeschieden |
| Fernanda Rojas Pelegrini     | Offene Klasse | Hikaru Mizunuma       | gewonnen | Monika Skiba             | verloren      | ausgeschieden                 | ausgeschieden | ausgeschieden                   | ausgeschieden | ausgeschieden               | ausgeschieden | ausgeschieden    | ausgeschieden  | ausgeschieden |
| Männer                       |               |                       |          |                          |               |                               |               |                                 |               |                             |               |                  |                |               |
| Cristiano Silva Mori         | Leichtgewicht | –                     | –        | –                        | –             | Joel Kindred                  | verloren      | ausgeschieden                   | ausgeschieden | ausgeschieden               | ausgeschieden | ausgeschieden    | ausgeschieden  | ausgeschieden |
| Takahiro Higuchi             | Mittelgewicht | –                     | –        | –                        | –             | Giorgi Meshvildishvili        | verloren      | ausgeschieden                   | ausgeschieden | ausgeschieden               | ausgeschieden | ausgeschieden    | ausgeschieden  | ausgeschieden |
| Flavio Kosaihira             | Schwergewicht | –                     | –        | –                        | –             | Oleksandr Veresiuk            | verloren      | ausgeschieden                   | ausgeschieden | ausgeschieden               | ausgeschieden | ausgeschieden    | ausgeschieden  | ausgeschieden |
| Cristiano Silva Mori         | Offene Klasse | –                     | –        | Brandon Ng Tsz-Shing     | gewonnen      | Badral Baasandorj             | verloren      | ausgeschieden                   | ausgeschieden | ausgeschieden               | ausgeschieden | ausgeschieden    | ausgeschieden  | ausgeschieden |
| Takahiro Higuchi             | Offene Klasse | Avtandil Tsertsvadze  | gewonnen | Oscar Hernandez          | gewonnen      | Jacek Piersiak                | verloren      | ausgeschieden                   | ausgeschieden | ausgeschieden               | ausgeschieden | ausgeschieden    | ausgeschieden  | ausgeschieden |
| Flavio Kosaihira             | Offene Klasse | Joel Kindred          | verloren | Jakkrapong Chaorungmetee | gewonnen      | Eduard Kudzoev                | verloren      | ausgeschieden                   | ausgeschieden | ausgeschieden               | ausgeschieden | ausgeschieden    | ausgeschieden  | ausgeschieden |

### Tanzen

#### Salsa
| Athleten                                      | 1. Runde | 1. Runde | Hoffnungsrunde | Hoffnungsrunde | Halbfinale    | Halbfinale    | Finale        | Finale        | Rang |
| Athleten                                      | Punkte   | Rang     | Punkte         | Rang           | Punkte        | Rang          | Punkte        | Rang          | Rang |
| --------------------------------------------- | -------- | -------- | -------------- | -------------- | ------------- | ------------- | ------------- | ------------- | ---- |
| Paar                                          |          |          |                |                |               |               |               |               |      |
| Larissa Dos Santos Robinson Ferreira Da Silva | 27,92    | 10       | 28,67          | 4              | ausgeschieden | ausgeschieden | ausgeschieden | ausgeschieden | 10   |

### Trampolinturnen
| Athleten       | Wettbewerb  | Qualifikation | Qualifikation | Finale   | Finale | Rang |
| Athleten       | Wettbewerb  | Ergebnis      | Rang          | Ergebnis | Rang   | Rang |
| -------------- | ----------- | ------------- | ------------- | -------- | ------ | ---- |
| Frauen         |             |               |               |          |        |      |
| Mariana Aquino | Doppel-Mini | 65.700        | 7             | 68.300   | 7      | 7    |